# Joseph Maria von Radowitz (Diplomat)

Joseph Maria von Radowitz (1893)

Joseph Maria Friedrich von Radowitz (* 19. Mai 1839 in Frankfurt am Main; † 15. Januar 1912 in Berlin) war ein preußisch-deutscher Diplomat und kommissarischer Staatssekretär im Auswärtigen Amt des Deutschen Kaiserreiches.

## Diplomatische Laufbahn
Radowitz, Sohn des preußischen Politikers Joseph von Radowitz, besuchte das Königliche Gymnasium Erfurt. Nach dem Abitur begann er an der Rheinischem Friedrich-Wilhelms-Universität Bonn Rechtswissenschaft zu studieren. 1857 wurde er im Corps Borussia Bonn recipiert. Als Inaktiver wechselte er an die  Friedrich-Wilhelms-Universität zu Berlin. 
1860 trat er in den preußischen Staatsdienst. 1861 kam er an die Gesandtschaft in Konstantinopel, im Jahr darauf als Legationsrat nach China und Japan. 1864 führte er bereits die Geschäfte des Generalkonsulats in Shanghai. Nach Europa zurückgekehrt, wurde er 1865 zur Botschaft in Paris versetzt. Im Deutschen Krieg war er als Ordonnanzoffizier des Prinzen Friedrich Karl Nikolaus von Preußen tätig und kam anschließend 1867 als Legationsrat unter Georg von Werthern zur preußischen Gesandtschaft nach München. 1870 machte man ihn zum Generalkonsul des Norddeutschen Bundes in Bukarest und gleichzeitig zum Mitglied der Europäischen Donaukommission. 1872 kam er wieder nach Konstantinopel, diesmal als Geschäftsträger.
Schließlich ging er als Dezernent in das Auswärtige Amt in Berlin und war dort für orientalische Angelegenheiten zuständig. Hier wurde er Geheimer Legationsrat. Trotz seiner Ernennung zum Gesandten in Athen 1874 blieb er im Auswärtigen Amt beschäftigt. 1875 wurde er als Vertreter des erkrankten deutschen Botschafters nach Petersburg geschickt.
Radowitz machte Russland das Angebot einer deutschen Unterstützung der russischen Interessen auf dem Balkan für Reziprozität im Westen. Was hinter der Mission Radowitz steckt, ist in der Forschung weiter umstritten. Es wird vermutet, dass Bismarck mit dieser Aktion nur eine aktive Politik Russlands im Orient erreichen wollte – dort sollte es auf die anderen europäischen Großmächte treffen. Daraus entstehende Konflikte auf dem Balkan hätten die Mitte Europas entlastet. Er nahm 1878 als Gesandter am Berliner Kongress teil.

## Staatssekretär im Auswärtigen Amt
Vom 6. November 1879 bis zum 17. April 1880 war Radowitz als Nachfolger des verstorbenen Bernhard Ernst von Bülow kommissarischer Staatssekretär im Auswärtigen Amt. Nachfolger in dieser Funktion wurde am 20. April 1880 der spätere Reichskanzler Chlodwig zu Hohenlohe-Schillingsfürst.
Im Sommer 1880 verwaltete er in besonderer Mission die Botschaft in Paris. Im Oktober 1882 wurde er zum Botschafter des Deutschen Kaiserreichs in Konstantinopel und 1892 in Madrid ernannt. 1906 vertrat er das Reich auf der Algeciras-Konferenz.

## Privatleben
Er war seit 1868 mit Nadjeschda Iwanowna von Ozerow (1840–1912) verheiratet, eine Tochter des Iwan Petrowitsch von Ozerow (1806–1880). Das Paar hatte sechs Kinder, darunter:
- Wilhelm von Radowitz (1875–1939), Diplomat, 1917/18 Chef der Reichskanzlei unter Georg von Hertling
- Otto von Radowitz (1880–1941), Diplomat, 1933–1936 Generalkonsul in der Freien Stadt Danzig, 1936–1940 in Luxemburg